# Daniel Andrada
Pour les articles homonymes, voir Andrada.
Pas d'image ? Cliquez ici
Daniel Andrada, né le 15 juillet 1975 à Madrid en Espagne, est un grimpeur professionnel. Il est réputé pour ses réalisations dans le neuvième degré. Il est aussi un équipeur de grande qualité ayant équipé plusieurs centaines de voies dans tous les niveaux de difficulté, dont certaines célèbres comme Fuck the system (9a).

## Biographie
Daniel Andrada, généralement appelé Dani Andrada, commence l'escalade en 1988 sur une petite paroi à proximité de chez lui. Il passe les deux premières années à pratiquer l'escalade avec des simples baskets. Puis ses amis l'emmènent, sur de vrais parois d'escalade et immédiatement Dani se prend de passion pour l'escalade. Le premier jour sur la paroi, il réussit une voie cotée 7a, puis il progresse très rapidement et atteint le huitième degré qu'il survole en à peine une année en passant du 8a à vue au 8c réalisé après quelques essais. Dès l'âge de 17 ans, il se consacre entièrement à l'escalade, et il ne travaille plus que le minimum pour pouvoir vivre sa passion.
Au début des années 1990, il commence la compétition et participe aux championnats d'escalade d'Espagne en catégorie difficulté en 1993 et de 1995 à 1999 et aux championnats du monde d'escalade en catégorie vitesse en 1999. Dès le début des années 2000, il laisse de côté la compétition pour se consacrer uniquement à l'escalade en milieu naturel. Il réalise dès lors de nombreuses voies dans le neuvième degré dont notamment Ali Hulk Extension Sit Start (9a+) et Delincuente Natural (9a)

## Style de grimpe
Daniel Andrada est un grimpeur plutôt puissant et la force de ses bras est un de ses points forts. Il en a notamment fait preuve lors de la première ascension de la voie Ali Hulk Extension Sit Start (9b), en effet, cette voie nécessite l'aptitude d'effectuer une traction sur un seul doigt.

## Ascensions remarquables

### En falaise
| Nom                   | Site               | Date              | Commentaires       |
| --------------------- | ------------------ | ----------------- | ------------------ |
| Open your Mind Direct | Terradets, Espagne | 15 février 2010   |                    |
| Ali Hulk Extension    | Rodellar, Espagne  | 12 septembre 2007 | Première ascension |
| Ali Hulk Sit Start    | Rodellar, Espagne  | 11 septembre 2006 | Première ascension |

| Nom                                 | Site                        | Date              | Commentaires               |
| ----------------------------------- | --------------------------- | ----------------- | -------------------------- |
| Duele la realidad                   | Oliana, Espagne             | 15 décembre 2010  |                            |
| Era Vella                           | Margalef, Espagne           | 12 novembre 2010  |                            |
| Ciudad del Dios                     | Santa Linya, Espagne        | 25 février 2010   | 9a/9a+                     |
| Emborrachando al Hijo               | Rodellar, Espagne           | 8 octobre 2009    |                            |
| La Real Tierra de Nadie             | La cova de Juncosa, Espagne | 26 mai 2009       | Première ascension         |
| Tierra de Nadie                     | La cova de Juncosa, Espagne | 26 mai 2009       | Première ascension         |
| Analogica natural Extension         | Santa Linya, Espagne        | 5 décembre 2008   | Première ascension         |
| Los Inconformistas                  | Terradets, Espagne          | 2 octobre 2008    |                            |
| Delincuente Natural                 | Rodellar, Espagne           | septembre 2008    | Première ascension         |
| Fuck the System                     | Santa Linya, Espagne        | 8 mars 2008       |                            |
| Fabelita                            | Santa Linya, Espagne        | 20 février 2008   | Première ascension         |
| Open your Mind Extension            | Santa Linya, Espagne        | 15 février 2008   | Première ascension         |
| La Fabela pa la Enmienda            | Santa Linya, Espagne        | 1er février 2008  |                            |
| Ali Hulk Variante                   | Rodellar, Espagne           | 11 septembre 2007 | Première ascension, 9a/9a+ |
| Ali Hulk                            | Rodellar, Espagne           | 14 août 2006      | Première ascension         |
| Estado critico                      | Siurana, Espagne            | décembre 2005     | Première ascension         |
| Overblomu                           | Santa Ana, Espagne          | 25 novembre 2005  | Première ascension         |
| El intento                          | Cuenca, Espagne             | octobre 2005      | Première ascension         |
| La novena Enmienda                  | Santa Linya, Espagne        | 16 avril 2005     | Première ascension, 9a/9a+ |
| Definicion de Resistencia Democrata | Terradets, Espagne          | 10 mars 2005      | Première ascension         |
| Definiccion de Resistencia          | Terradets, Espagne          | février 2005      | Première ascension, 9a/9a+ |
| Selecció Natural                    | Santa Linya, Espagne        | 30 janvier 2005   | Première ascension         |

## Filmographie
- (en) The Fanatic Search : La quête fanatique..., de Work Less Climb More (prod.) et de Laurent  Triay (réal.), 2009, DVD [présentation en ligne]